# 187638 Greenewalt
187638 Greenewalt este un asteroid din centura principală de asteroizi.

## Descriere
187638 Greenewalt este un asteroid din centura principală de asteroizi. A fost descoperit pe 11 februarie 2007 la observatorul Airglow din munții Laurel, de David R. Skillman. Asteroidul prezintă o orbită caracterizată de o semiaxă mare de 2,48 ua, o excentricitate de 0,11 și o înclinație de 7,0° în raport cu ecliptica.